# Botka Ferenc (irodalomtörténész)
Botka Ferenc (Szabadka, 1929. március 18. – Budapest, 2011. január 31.) irodalomtörténész, bibliográfus, 1982–1993 között a Petőfi Irodalmi Múzeum főigazgatója.

## Családja
Jugoszláviában született, Botka Ferenc és Szabados Ilona gyermekeként. Apja a Kiskunfélegyházi Ruhaipari Ktsz. könyvelője volt. Első felesége Pálos Magdolna kömyvelő, akitől 2 fia született. Második felesége Kósik Zsuzsanna gépészmérnök, akitől szintén 2 fia született. Harmadik felesége Lakatos Éva (1931–2014) könyvtáros, bibliográfus.

## Iskolái, tudományos fokozatok
Elemi és középiskoláit Bácsföldvárott (Backo-Gradiste), Versecen és Óbecsén végezte. Családja 1944-ben előbb Szentendrére, majd Kiskunfélegyházára költözött, itt érettségizett 1947-ben. 1947–1949 között a budapesti Pázmány Péter Tudományegyetemen magyar–szerb szakán tanult, 1949–1952 között az ELTE Lenin Intézetében, itt szerzett orosz szakos tanári oklevelet (1953). A moszkvai Lomonoszov Egyetem aspiránsa (1964–1968), az irodalomtudományok kandidátusa (Moszkva, 1968; honosítva: Budapest, 1969), az irodalomtudományok doktora (1992).

## Pályafutása
A ceglédi Kossuth Lajos Gimnázium tanára (1952–1957), a ceglédi Diákotthon nevelőtanára (1957), a Vendéglátóipari Technikum Zalka Máté Fiúkollégiumának igazgatója (1957–1970). A Petőfi Irodalmi Múzeum könyvtárának osztályvezetője (1970–1978), a múzeum főigazgató-helyettese (1978–1982), mb. főigazgatója (1982–1984), főigazgatója (1984–1993). 
1993-tól a Magyar Képzőművészeti Főiskola tanára, 1994–1998 között megbízott tanszékvezetője. 
1973-től volt a Petőfi Irodalmi Múzeum Bibliográfiai Füzeteinek szerkesztője. Az MTA Irodalomtudományi Bizottságának tagja (1987-től), a Magyar Irodalomtörténeti Társaság elnökségi tagja.

## Munkássága
Tudományos pályafutásának kezdetén Majakovszkij magyarországi recepciójával, ill. a 2 világháború közötti magyar szocialista irodalommal foglalkozott. Idővel érdeklődése a Tanácsköztársaság bukása után a Szovjetunióban politikai menedéket kapott írók emigrációs tevékenysége felé fordult. Nemzetközileg is jelentős eredményeket ért el az 1921–1934 közötti emigráns magyar irodalom feltárása, az anyanyelvi közegétől elzárt írói közösség újjászervezésének vizsgálata terén. 
Nevéhez fűződik a Petőfi Irodalmi Múzeum bibliográfiai sorozatának elindítása. Sajtó alá rendezte Mácza János esztétikai műveit. Déry Tibor hagyatékának a múzeumba kerülése után (1980) érdeklődése az író életművének filológiai feltárása felé fordult. Kéziratból kiadta, ill. újragondozta Déry Tibor műveit, a vele kapcsolatos dokumentumokat, levelezését. Az általa 1995-ben élere hívott Déry archívum sorozat, s a hozzá kapcsolódó tanulmánykötetek számra mintegy húszra tehető. 

## Művei